# Scottish Open 2011
Die Scottish Open 2011 fanden vom 23. bis zum 27. November 2011 in Glasgow statt. Der Referee war Monique Bastien aus der Schweiz. Das Preisgeld betrug 15.000 US-Dollar, wodurch das Turnier in das BWF-Level 4A eingeordnet wurde. Es war die 93. Austragung dieser internationalen Meisterschaften von Schottland im Badminton.

## Austragungsort
- Kelvin Hall, International Sports Arena, Argyle Street

## Finalergebnisse
| Disziplin    | Sieger                           | Finalist                                   | Ergebnis          |
| ------------ | -------------------------------- | ------------------------------------------ | ----------------- |
| Herreneinzel | Rajiv Ouseph                     | Carl Baxter                                | 21:18 21:10       |
| Dameneinzel  | Judith Meulendijks               | Line Kjærsfeldt                            | 21:9 21:19        |
| Herrendoppel | Vladimir Ivanov Ivan Sozonov     | Marcus Ellis Peter Mills                   | 21:19 21:19       |
| Damendoppel  | Emelie Lennartsson Emma Wengberg | Ng Hui Ern Ng Hui Lin                      | 21:7 21:13        |
| Mixed        | Kim Astrup Line Kjærsfeldt       | Wojciech Szkudlarczyk Agnieszka Wojtkowska | 15:21 21:15 21:13 |